# Alfonso Ortí
Alfonso Ortí Benlloch (Valencia, 3 de marzo de 1933 - Madrid, 27 de noviembre de 2023) fue un historiador y sociólogo español. Destaca por sus trabajos sobre el reformismo y el regeneracionismo español del siglo XIX y la cuestión agraria (especialmente en torno a la figura de Joaquín Costa), por su análisis crítico de la Transición española y por sus aportaciones a la sociología del consumo y la metodología de la investigación social cualitativa. Fue pionero en el desarrollo de la práctica del grupo de discusión junto con Jesús Ibáñez y Ángel de Lucas.

## Biografía
Alfonso Ortí nació en Valencia, en el seno de una "familia arquetípica de la pequeña burguesía valenciana”, que conoció la persecución y se arruinó durante la Guerra Civil.
Estudió Historia en la Facultad de Filosofía de la Universidad de Valencia y se licenció en 1955. Fue discípulo de José María Jover (1920-2006), que dirigió su «tesina» de Licenciatura sobre “El Federalismo español en la República de 1873”.  Realizó estudios de Doctorado en la Universidad de Madrid (1955-56), desarrollando una tesis sobre el significado de “Joaquín Costa y los sociólogos regeneracionistas del 98”, que quedó inacabada (aunque parte de este trabajo se publicó en libros y artículos más adelante).
Realiza estudios de Sociología como becario en el Instituto Social León XIII de Madrid entre 1956 y 1958 (participa en las movilizaciones estudiantiles de 1956 contra el régimen franquista) y en la Universidad de Múnich entre 1959 y 1961. Tras volver a Madrid en 1962, comienza su colaboración con Jesús Ibáñez, realizando “numerosas encuestas y estudios de mercado, e investigaciones sociales” cuantitativas y cualitativas en el Instituto ECO hasta el año 1969.  Allí contribuye, junto con Ibáñez, Ángel de Lucas y otros colaboradores al desarrollo de las prácticas cualitativas de investigación social, y especialmente del grupo de discusión. Desde 1970, realiza multitud de estudios como técnico independiente colaborador con las agencias de publicidad PUBLINOVA y TANDEM y con los institutos de estudios de mercado y opinión ALEF (fundado en 1972 y dirigido por Jesús Ibáñez) y CIMOP (fundado en 1985 y dirigido por los sociólogos Fernando Conde y Cristina Santamarina), así como algunas colaboraciones en estudios del Colectivo IOÉ (Miguel Ángel de Prada, Carlos Pereda y Walter Actis).
Entre 1963 y 1965, es miembro del Gabinete de estudios de la Revista de Estudios Políticos (hoy Revista de Estudios Constitucionales), donde “publica numerosas reflexiones sobre libros y revistas de sociología (firmadas con las siglas JAO)”.  Participa como docente en los primeros Cursos de Sociología del Rectorado de la Universidad de Madrid desde 1963 hasta su clausura por las autoridades tras los acontecimientos universitarios de 1965. Ese año participa en la fundación de la Escuela Crítica de Ciencias Sociales de CEISA, clausurada por el Régimen franquista en 1969. Entre 1968 y 1976, en paralelo a su actividad investigadora fuera de la universidad, ejerce como profesor no numerario (PNN) de la Facultad de Ciencias Políticas y Sociología de la Universidad Complutense de Madrid. De 1976 a 1998, imparte clases en la Facultad de CC. Económicas de la Universidad Autónoma de Madrid como PNN/profesor asociado.  Fue también profesor del curso de Postgrado «Praxis de la Sociología del Consumo» de la UCM (1988- 2008), dirigido y fundado por Ángel de Lucas, hasta su clausura tras finalizar el curso 2008-2009. Tras su jubilación, sigue escribiendo y publicando y participando en algunas investigaciones.
Ortí también estuvo presente en los inicios de la Federación de Asociaciones de Sociología del Estado Español (FASEE), antecedente de la Federación Española de Sociología: "En el I Congreso de Sociología, celebrado en septiembre de 1981 en Zaragoza, Alfonso Ortí pronunció la conferencia inaugural, “De la guerra civil a la transición democrática: resurgimiento y reinstitucionalización de la Sociología en España” publicada en la revista Anthropos, n.º 36.” 
Alfonso Ortí falleció a los 90 años en Madrid, el 27 de noviembre de 2023.